# Tonsatta ungar
Tonsatta ungar var en serie kassettband som var speciellt framtagna för barn. Varje kassettband handlade om ett namn, och i alla sånger sjöng man om det aktuella namnet. 
Till exempel; från den första sången "God morgon" ifrån kassettbandet som handlade om namnet Niklas:
| ” | God Morgon! Niklas, nu stoppar vi din dröm! För ljuset kommer smygande och blåser bort din sömn | „ |

Kassettbanden släpptes 1991 med 40 olika namn. 

## Medverkande
- Jan Waldermarsson (upphov)
- Solveig Thudin  (upphov)
- Sten Forsman (upphov)
- Hasse Wiborg  (medverkande)
- Ann-Sofie Nylund  (medverkande)
- Cia Håkansson (medverkande)
- Sten Forsman (medverkande)